# アンサール・アル・スンナ軍
アンサール・アッ＝スンナ軍（アンサール・アッ＝スンナぐん、アラビア語: جيش أنصار السنة、翻字：Ǧayš Anṣār as-Sunna）は、イラクのサラフィー・ジハード主義組織。

## 概要
イラク北東部のハラブジャ（Halabja）近郊の山岳地帯を拠点とするクルド人武装組織であるアンサール・アル＝イスラム（Ansar al-Islam）からの分派勢力によって、2003年9月に設立された。スンナ派のアラブ人なども加わっている。イラク中部・北部を拠点としている。
イラク戦争において、イラク駐留軍やイラク治安部隊、及びその関係者である疑いのある者、国籍を問わず米国に友好的でイラク戦争に協力する一般市民や、ネパールの出稼ぎ労働者、警備員、警察官を拉致し、アメリカ軍などの撤退を要求する。もし要求が拒絶された場合、生きたままの斬首や頭部を銃撃するなどして、録画したその模様を見せしめにインターネット上で公開し、路上などに遺体を放置する。2005年3月には、邦人も拉致される事件が起きた（イラク日本人人質事件を参照）。
アブー・ムスアブ・アッ＝ザルカーウィーが率いていたアルカーイダ系の武装組織イラクの聖戦アル＝カーイダ組織（ISILの前身）との密接な繋がりが指摘されてきたが、アンサール・アル・スンナ軍がアルカーイダを敵視する内容の手紙をアメリカ軍が入手しており、イラクの聖戦アル＝カーイダ組織との間で、何らかの衝突があったものと考えられている。

## 関連
- イラク・イスラーム軍